# Olga Tañón
Olga Teresa Tañón Ortíz (San Juan, 13 de abril de 1967) é uma cantora e compositora porto-riquenha. Ao longo de sua carreira, ela foi honrada com dois Grammy Awards, três Grammy Latino, trinta Prêmios Lo Nuestro e foi reconhecida através do livro Guinness World Records como a artista com o maior número canções entre as dez mais comercializadas da Billboard Tropical Songs.Até 2005, seus discos haviam vendido cerca de 4 milhões de unidades em todo o mundo.